# Tilemann
Tilemann ist ein Familienname und ein männlicher Vorname. 

## Herkunft und Bedeutung
Der Name ist eine Form von Tilman. Siehe dort Etymologie und Namensträger.

## Bekannte Namensträger

### Vorname
- Tilemann Backhaus (auch: Backhusius; 1624–1666), deutscher Pädagoge
- Tilemann Cragius (um 1520–nach 1577), deutscher lutherischer Theologe
- Tilemann Elhen von Wolfhagen (1337–1406), deutscher Humanist und Chronist
- Tilemann Grimm (1922–2002), deutscher Sinologe
- Tilemann Hesshus (1527–1588), lutherischer Theologe
- Tilemann Plathner (1490–1551), evangelischer Theologe und Reformator
- Tilemann Schnabel (um 1475–1559), evangelischer Theologe und Reformator
- Tilemann Stella (1525–1589), deutscher Kartograf und Wasserbau-Ingenieur

### Familienname
- Friederike Tilemann (* 1967), deutsche Erziehungswissenschaftlerin
- Friedrich Casimir Tilemann (1638–1721), Ratsherr und Bürgermeister in Bremen
- Friedrich Tilemann (1839–1914), deutscher Verwaltungsbeamter und Parlamentarier
- Heinrich Tilemann (1877–1956), deutscher evangelischer Theologe, Präsident des Oberkirchenrates in Oldenburg
- Hermann Tilemann (1887–1953), deutscher Politiker (CDU)
- Johann Tilemann gen. Schenck (1696–1773), deutscher Hochschullehrer
- Johannes Tilemann (* ca. 1605; † 1682), deutscher Mediziner
- Philipp Johann Tilemann gen. Schenck (1640–1708), deutscher Schriftsteller und Theologieprofessor
- Simon Peter Tileman gen. Schenck (1601–1688), deutscher Maler
- Theodor Tilemann (1820–1897), deutscher Kaufmann und Philanthrop, Gründer des Eilbecker Knabenhortes in Hamburg
- Tielko Tilemann (1923–2014), deutscher Theologe
- Tobias Tilemann (1584–1614),  deutscher Mathematiker